# Mikaela Shiffrin
Mikaela Shiffrin (Vail, 13 marzo 1995) è una sciatrice alpina statunitense.
Considerata tra le più grandi sciatrici di ogni epoca, è l'atleta più vincente nella storia della Coppa del Mondo di sci alpino. Nel suo palmarès vanta due titoli olimpici (slalom speciale a Soči 2014 e slalom gigante a Pyeongchang 2018) e otto iridati (slalom speciale a Schladming 2013, a Vail/Beaver Creek 2015 e a Sankt Moritz 2017, supergigante e slalom speciale a Åre 2019, combinata a Cortina d'Ampezzo 2021, slalom gigante a Courchevel/Méribel 2023 e combinata a squadre a Saalbach-Hinterglemm 2025); si è inoltre aggiudicata cinque Coppe del Mondo generali, una Coppa del Mondo di supergigante, due Coppe del Mondo di slalom gigante e otto Coppe del Mondo di slalom speciale.

## Biografia
Mikaela Shiffrin è nata a Eagle-Vail da Jeff, medico anestesista appassionato di sci, ed Eileen, sciatrice di buon livello; il fratello Taylor è a sua volta sciatore alpino.

### Stagioni 2010-2011
Si è fatta notare a livello internazionale per la prima volta nel 2010 vincendo lo slalom gigante e lo slalom speciale nel trofeo Topolino, considerato una sorta di Mondiale giovanile. Ha debuttato in gare FIS il 16 novembre 2010 giungendo 18ª nello slalom gigante tenutosi sul tracciato di Copper Mountain in Colorado. Pochi giorni dopo, il 29 novembre, ha esordito in Nor-Am Cup ottenendo il 14º posto nello slalom speciale di Loveland e il 14 dicembre ha colto a Panorama in supercombinata la prima vittoria, nonché primo podio, nella manifestazione continentale, cui sono seguiti altri tre successi nella stessa stagione che ha chiuso con la vittoria della classifica di slalom speciale e il 3º posto in quella generale.
Ha partecipato ai Mondiali juniores del 2011 a Crans-Montana in Svizzera, conquistando la medaglia di bronzo nello slalom speciale vinto dall'austriaca Jessica Depauli davanti alla svedese Anna Swenn Larsson. L'11 marzo 2011, non ancora sedicenne, ha disputato la sua prima gara in Coppa del Mondo, prendendo il via allo slalom gigante tenutosi nella località di Špindlerův Mlýn (Repubblica Ceca), senza riuscire a qualificarsi per la seconda manche.

### Stagioni 2012-2013

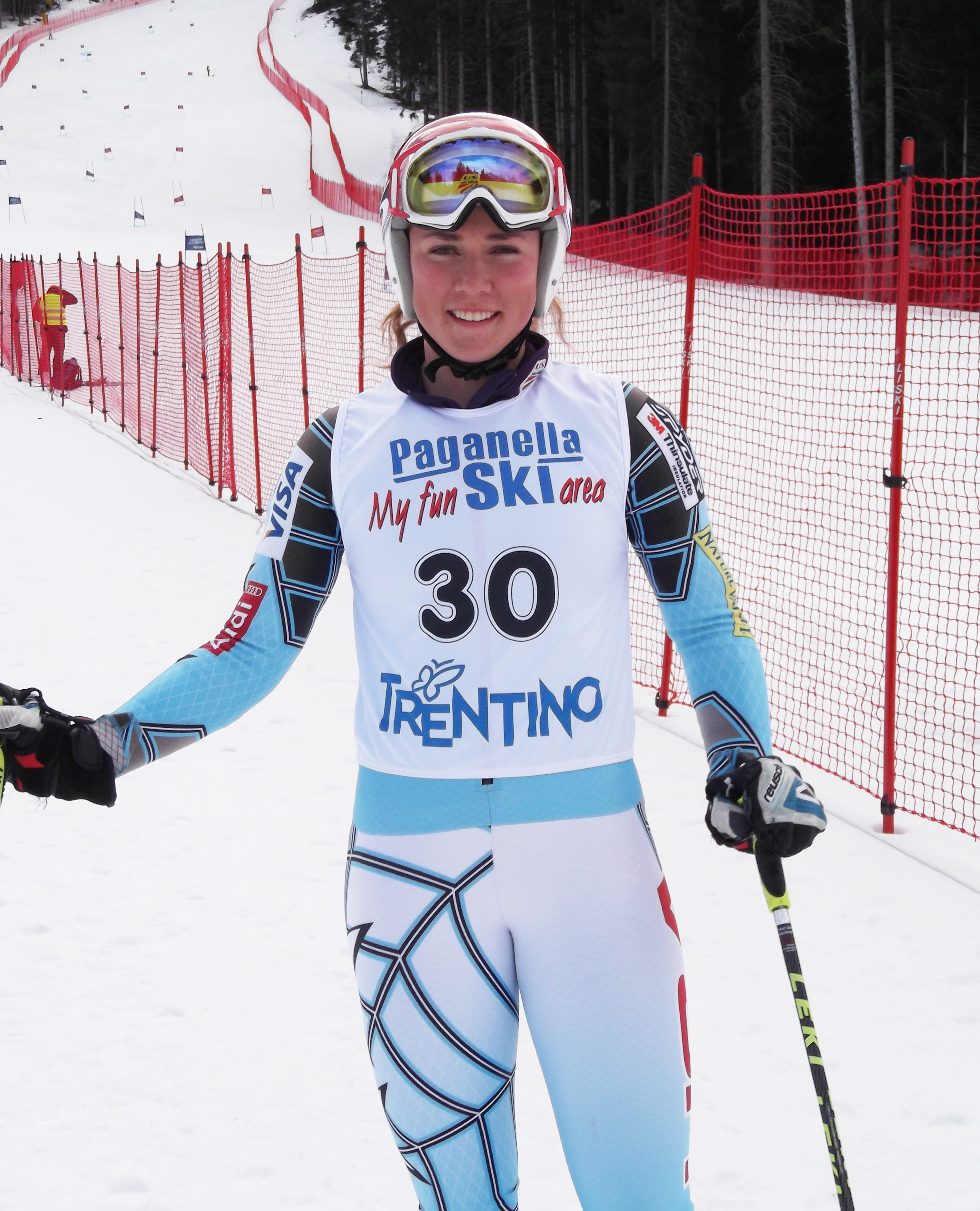
Shiffrin ad Andalo nel 2012

Il 27 novembre 2011 ha conquistato i primi punti in Coppa del Mondo, arrivando 8ª nello slalom speciale di Aspen, e il 29 dicembre successivo è salita per la prima volta sul podio piazzandosi 3ª, dietro alla vincitrice Marlies Schild e a Tina Maze, nello slalom speciale di Lienz. Il 2 febbraio 2012 ha esordito anche in Coppa Europa (9ª in slalom speciale a San Candido); ha concluso la sua prima stagione completa in Coppa del Mondo al 43º posto della classifica generale.
Il 20 dicembre 2012, a diciassette anni, ha ottenuto la sua prima vittoria in Coppa del Mondo nello slalom speciale di Åre. Durante il proseguimento della stagione si è ripetuta, sempre in slalom speciale, altre due volte (a Zagabria Sljeme e a Flachau). Ai Mondiali di Schladming 2013, sua prima partecipazione iridata, si è piazzata 6ª nello slalom gigante del 14 febbraio e due giorni dopo si è laureata campionessa del mondo nello slalom speciale, diventando una delle più giovani sciatrici a ottenere questo risultato. In Coppa del Mondo vincendo durante le finali di Lenzerheide il suo quarto slalom speciale stagionale si è aggiudicata la Coppa del Mondo di specialità davanti alla Maze di 33 punti. Grazie a questo risultato la Shiffrin è diventata la seconda atleta statunitense a ottenere questo trofeo: prima di lei c'era riuscita Tamara McKinney nel 1984. Nella classifica generale è risultata 5ª, con 7 podi e 4 vittorie.

### Stagioni 2014-2016

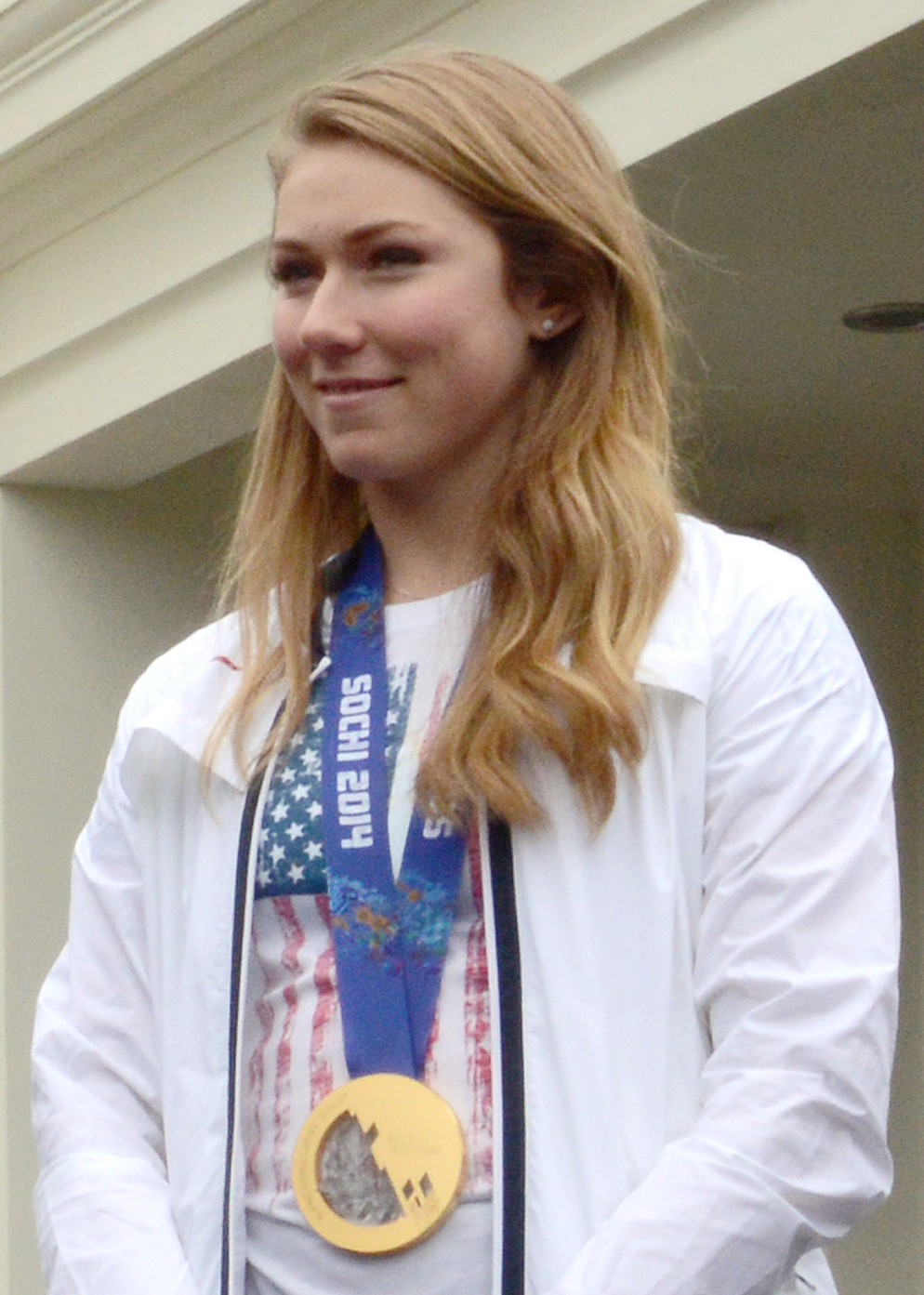
Shiffrin con la medaglia d'oro vinta in slalom speciale ai Giochi Olimpici di Soči 2014

Si è confermata ai massimi livelli nella stagione 2013-2014, vincendo il primo slalom speciale della stagione a Levi e ripetendosi successivamente a Bormio e a Flachau; ha conquistato inoltre i primi podi in carriera in slalom gigante. Ai XXII Giochi olimpici invernali di Soči 2014, sua prima presenza olimpica, è arrivata 5ª nello slalom gigante il 18 febbraio e tre giorni dopo ha vinto la medaglia d'oro nello slalom speciale diventando, a 18 anni e 345 giorni, la più giovane campionessa olimpica della specialità nella storia dello sci alpino. L'8 marzo successivo vincendo lo slalom speciale di Åre si è aggiudicata, con una gara di anticipo, la seconda Coppa di specialità in carriera (di 150 punti il divario finale con la svedese Frida Hansdotter). Ha finito la stagione con 8 podi (5 le vittorie) e il 6º posto nella classifica generale.
All'inizio della stagione 2014-2015, il 25 ottobre a Sölden, ha vinto il suo primo slalom gigante in Coppa del Mondo, ex aequo con l'austriaca Anna Fenninger. Ai Mondiali di Vail/Beaver Creek 2015 ha vinto la medaglia d'oro nello slalom speciale ed è stata 8ª nello slalom gigante; al termine della stagione si è aggiudicata la terza Coppa del Mondo di slalom speciale consecutiva (con 110 punti di vantaggio su Hansdotter) ed è risultata 4ª nella classifica generale, con 8 podi (6 le vittorie).
Nel primo slalom speciale della stagione 2015-2016, il 28 novembre ad Aspen, ha vinto con 3"07 di vantaggio sulla seconda classificata, Veronika Zuzulová, superando così il primato che durava dal 1º marzo 1968, quando ad Abetone tra Florence Steurer, prima classificata, e la seconda Annie Famose ci furono 3" netti. La sua stagione è stata in seguito segnata da un'assenza di due mesi dovuta a un infortunio subìto il 12 dicembre a Åre; i suoi podi stagionali sono stati sei, con cinque vittorie.

### Stagioni 2017-2018
La stagione 2016-2017 inizia all'insegna del successo con le vittorie dei primi tre slalom speciali in calendario (Levi, Killington e Sestriere); inoltre, aggiudicandosi consecutivamente i due slalom giganti e quello speciale di Semmering il 27, 28 e 29 dicembre, eguaglia il record di Vreni Schneider, la quale conquistò anch'essa tre vittorie in altrettanti giorni (6, 7 e 8 gennaio) a Schwarzenberg e Mellau nel 1989. Ai Mondiali di Sankt Moritz 2017 si è aggiudicata la terza medaglia d'oro consecutiva nello slalom speciale — eguaglia il primato della tedesca Christl Cranz ottenuto nelle edizioni 1937, 1938 e 1939, precedendo la svizzera Wendy Holdener, e ha vinto l'argento nello slalom gigante, alle spalle della francese Tessa Worley. Durante l'annata ha vinto la sua prima coppa di cristallo (staccando di 318 punti Ilka Štuhec) e la sua quarta Coppa del Mondo di slalom speciale (con 275 punti in più della Zuzulová), mentre nella Coppa del Mondo di slalom gigante è risultata seconda, superata di 85 lunghezze dalla Worley; i podi sono stati 14, di cui 11 vittorie.

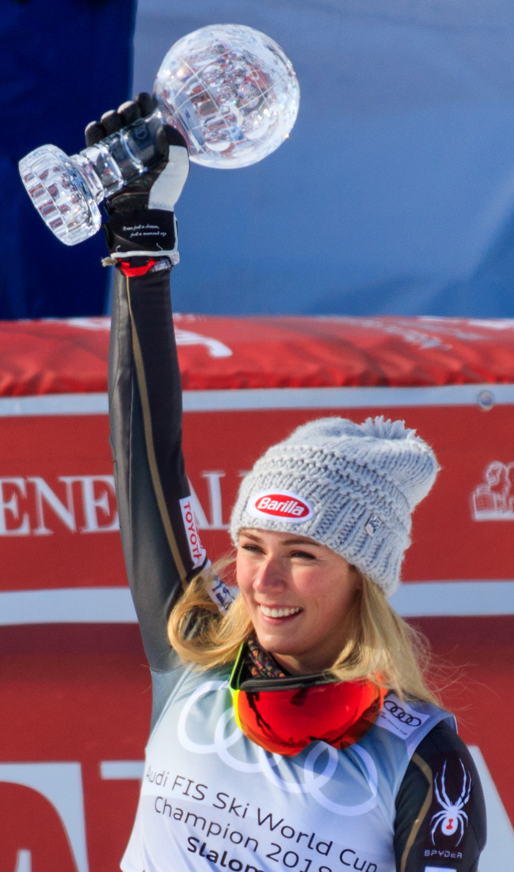
Mikaela Shiffrin il 17 marzo 2018 mentre festeggia ad Åre la sua quinta Coppa del Mondo di slalom speciale

Il 1º dicembre 2017, all'inizio della stagione 2017-2018, ha ottenuto sulla pista Men's Olympic Downhill di Lake Louise il primo podio della sua carriera in Coppa del Mondo in discesa libera (3ª); il giorno successivo si è aggiudicata nella medesima località la sua prima vittoria nella specialità. Grazie alla vittoria nello slalom speciale di Flachau del 9 gennaio 2018, Shiffrin diventa la prima sciatrice di sempre a vincere le prime cinque gare del calendario in tale specialità, eguagliando inoltre, con 41 successi, il record di vittorie nella Coppa del Mondo femminile ottenute prima del ventitreesimo compleanno, fino ad allora appartenente unicamente a Annemarie Moser-Pröll; ha poi superato tale primato il 10 marzo seguente, grazie al successo nello slalom speciale di Ofterschwang. Frattanto, ai XXIII Giochi olimpici invernali di Pyeongchang 2018 ha vinto la medaglia d'oro nello slalom gigante, quella d'argento nella combinata e si è classificata 4ª nello slalom speciale. A fine stagione è risultata vincitrice della sua seconda Coppa del Mondo generale e della sua quinta Coppa del Mondo di slalom speciale (di 605 e 275 rispettivamente le lunghezze di vantaggio su Holdener), mentre ha concluso al terzo posto quella di slalom gigante; i podi sono stati 18 e 12 le vittorie.

### Stagioni 2019-2020
La stagione 2018-2019 ha visto Shiffrin salire per la prima volta sul podio di un supergigante, vincendo la gara disputatasi il 2 dicembre 2018 a Lake Louise: tale affermazione le ha permesso di diventare la settima sciatrice in grado di ottenere successi in tutte e cinque le specialità dello sci alpino, nonché l'unica capace di farlo in sei (grazie allo slalom parallelo). Il 29 dicembre, con la vittoria dello slalom speciale di Semmering, è diventata l'atleta più vittoriosa in Coppa del Mondo in questa specialità, superando il primato di 35 successi detenuto fino a quel momento dall'austriaca Marlies Schild; con la medesima affermazione è divenuta inoltre, con 15 successi, la sciatrice con più vittorie nel massimo circuito internazionale in un singolo anno solare. Il 2 febbraio 2019 grazie alla vittoria nello slalom speciale di Maribor ha raggiunto il terzo posto nella classifica delle atlete più vittoriose nella Coppa del Mondo femminile, sopravanzando Vreni Schneider (55). Ai Mondiali di Åre 2019 ha conquistato la medaglia d'oro nel supergigante e nello slalom speciale e quella di bronzo nello slalom gigante: con il nuovo successo tra i pali snodati diventa inoltre la prima sciatrice della storia a vincere quattro titoli iridati consecutivi in una singola specialità. Con la vittoria dello slalom speciale di Špindlerův Mlýn del 9 marzo è diventata il primo sciatore a ottenere 15 successi in una singola stagione e a conseguire più di 1 000 punti in una classifica di specialità; in quella stessa stagione le vittorie sono state 17 e 21 i podi; si è inoltre aggiudicata per la terza volta la Coppa del Mondo generale (849 i punti di vantaggio su Petra Vlhová), per la prima volta quella di supergigante (47 punti in più di Nicole Schmidhofer) e quella di slalom gigante (137 lunghezze su Vlhová) e per la sesta volta quella di slalom speciale (283 punti di margine su Vlhová).
Il 23 novembre 2019, con la vittoria dello slalom speciale di Levi, è diventata l'atleta più vittoriosa, in campo sia maschile sia femminile, della specialità in Coppa del Mondo; in seguito, a causa della morte del padre Jeff in un incidente domestico, ha rinunciato a diverse tappe di Coppa del Mondo e ha chiuso la stagione 2019-2020 al 2º posto nella classifica generale, staccata dalla vincitrice Federica Brignone di 153 punti, al 3º in quella di slalom gigante e al 2º in quella di slalom speciale, superata da Vlhová di 20 punti; i suoi podi stagionali sono stati 13, con 6 vittorie.

### Stagioni 2021-2022
Ai Mondiali di Cortina d'Ampezzo 2021 ha vinto una medaglia in ognuna delle quattro gare cui ha preso parte: l'oro nella combinata, l'argento nello slalom gigante e il bronzo nel supergigante e nello slalom speciale. In Coppa del Mondo ha chiuso quella stagione 2020-2021 al 4º posto nella classifica generale e al 2º sia in quella di slalom gigante, sia in quella di slalom speciale, superata dalle vincitrici Marta Bassino e Katharina Liensberger rispettivamente di 126 e di 35 punti; i suoi podi stagionali sono stati 10, con 3 vittorie.
Il 28 novembre dello stesso anno, durante la successiva stagione di Coppa del Mondo 2021-2022, Shiffrin si è imposta nello slalom speciale di Killington, diventando, insieme allo svedese Ingemar Stenmark, l'atleta in grado di vincere il maggior numero di gare in una singola specialità, con 46 successi nella suddetta disciplina (primato in seguito ulteriormente incrementato dalla Shiffrin); ai successivi XXIV Giochi olimpici invernali di Pechino 2022 è stata 18ª nella discesa libera, 9ª nel supergigante, 4ª nella gara a squadre e non ha completato lo slalom gigante, lo slalom speciale e la combinata. Al termine di quella stagione 2021-2022 ha vinto la sua quarta Coppa del Mondo generale (con 184 punti di vantaggio sulla Vlhová) e si è piazzata 2ª nella classifica di slalom speciale (vinta dalla Vlhová con 269 punti di margine) e 3ª in quelle di supergigante e di slalom gigante.

### Stagioni 2023-2025
Nella successiva stagione 2022-2023 con la vittoria ottenuta nello slalom gigante disputato a Kranjska Gora dell'8 gennaio ha eguagliato il primato di Lindsey Vonn divenendo l'atleta più vittoriosa nella storia della Coppa del Mondo femminile, con 82 successi (primato in seguito ulteriormente incrementato dalla Shiffrin); ai successivi Mondiali di Courchevel/Méribel 2023 ha vinto la medaglia d'oro nello slalom gigante, quella d'argento nel supergigante e nello slalom speciale e non ha completato la combinata. Nella medesima stagione si è inoltre aggiudicata la sua quinta Coppa del Mondo generale (con 989 punti di margine su Lara Gut-Behrami), la seconda Coppa del Mondo di slalom gigante (268 punti in più di Gut-Behrami) e la settima Coppa del Mondo di slalom speciale (290 punti su Holdener). Il 10 marzo 2023, vincendo lo slalom gigante di Åre, ottiene il successo numero 86 in Coppa del Mondo, eguagliando il record stabilito da Stenmark nel circuito maschile, poi superato il giorno successivo grazie alla vittoria nello slalom speciale sempre nella località svedese.
Anche nella stagione 2023-2024, segnata da un infortunio che le ha pregiudicato la partecipazione a diverse gare, ha vinto la Coppa del Mondo di slalom speciale, sopravanzando la seconda classificata Lena Dürr di 322 punti, mentre si è classificata 3ª nella classifica generale e 5ª in quella di slalom gigante; i podi ottenuti sono stati 14, con 9 vittorie. Durante stagione 2024-2025 ha subìto un nuovo infortunio che l'ha tenuta lontana dalle gare da fine novembre fino a inizio febbraio; ai Mondiali di Saalbach-Hinterglemm 2025 ha vinto la medaglia d'oro nella combinata a squadre (in coppia con Breezy Johnson) e si è piazzata 5ª nello slalom speciale. In quella stagione 2024-2025 i suoi podi in Coppa del Mondo sono stati 5, con 4 vittorie.

## Palmarès

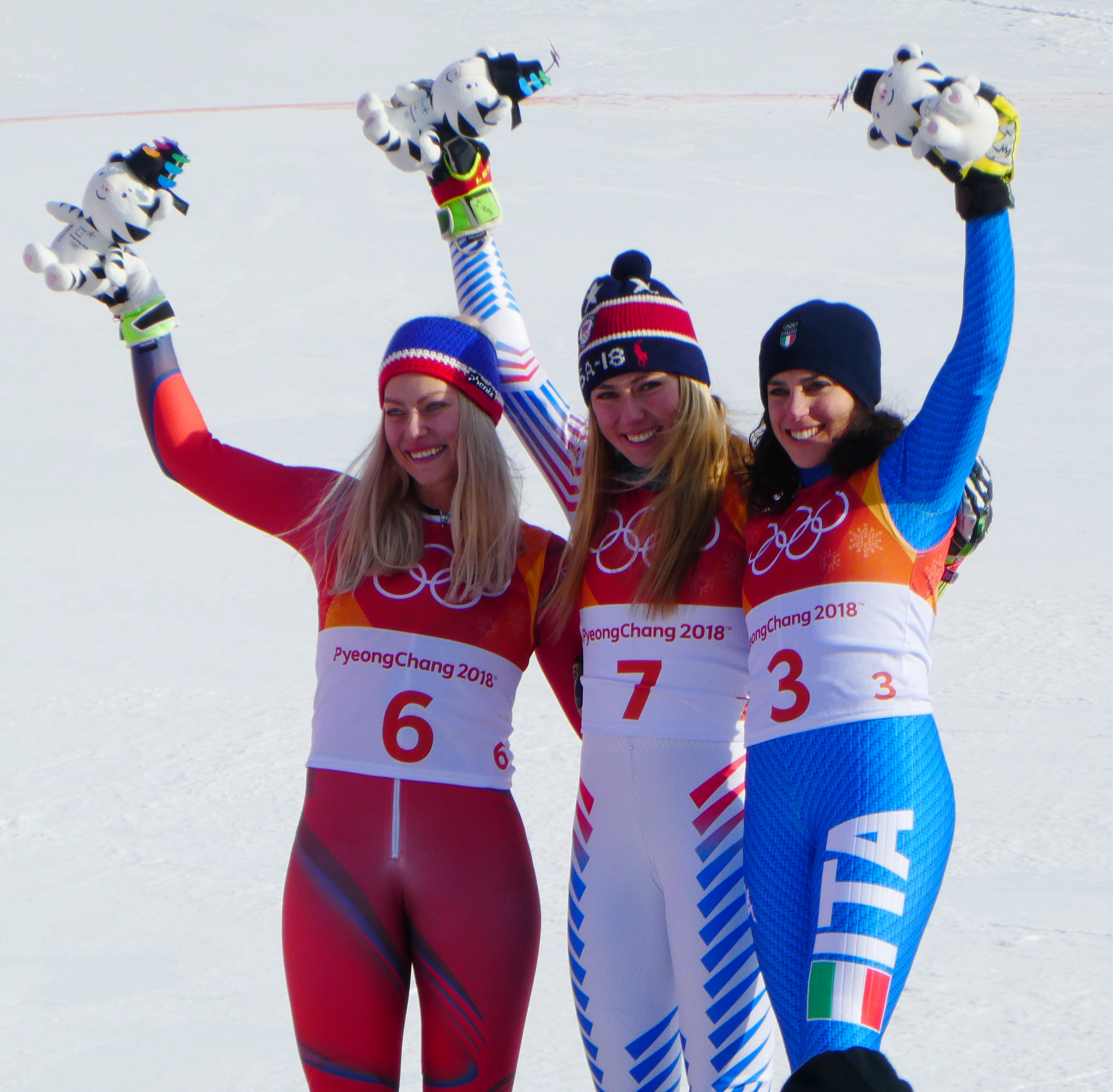
Il podio dello slalom gigante olimpico di : Shiffrin (oro, al centro) con Ragnhild Mowinckel (argento, a sinistra) e Federica Brignone (bronzo, a destra)

### Olimpiadi
- 3 medaglie:
  - 2 ori (slalom speciale a Soči 2014; slalom gigante a Pyeongchang 2018)
  - 1 argento (combinata a Pyeongchang 2018)

### Mondiali
- 15 medaglie:
  - 8 ori (slalom speciale a Schladming 2013; slalom speciale a Vail/Beaver Creek 2015; slalom speciale a Sankt Moritz 2017; supergigante, slalom speciale a Åre 2019; combinata a Cortina d'Ampezzo 2021; slalom gigante a Courchevel/Méribel 2023; combinata a squadre a Saalbach-Hinterglemm 2025)
  - 4 argenti (slalom gigante a Sankt Moritz 2017; slalom gigante a Cortina d'Ampezzo 2021; supergigante, slalom speciale a Courchevel/Méribel 2023)
  - 3 bronzi (slalom gigante a Åre 2019; supergigante, slalom speciale a Cortina d'Ampezzo 2021)

### Mondiali juniores
- 1 medaglia:
  - 1 bronzo (slalom speciale a Crans-Montana 2011)

### Coppa del Mondo
- Vincitrice della Coppa del Mondo nel 2017, nel 2018, nel 2019, nel 2022 e nel 2023
- Vincitrice della Coppa del Mondo di supergigante nel 2019
- Vincitrice della Coppa del Mondo di slalom gigante nel 2019 e nel 2023
- Vincitrice della Coppa del Mondo di slalom speciale nel 2013, nel 2014, nel 2015, nel 2017, nel 2018, nel 2019, nel 2023 e nel 2024
- 157 podi:
  - 101 vittorie
  - 27 secondi posti
  - 29 terzi posti

#### Coppa del Mondo - vittorie
| Data             | Località             | Paese       | Specialità |
| ---------------- | -------------------- | ----------- | ---------- |
| 20 dicembre 2012 | Åre                  | Svezia      | SL         |
| 4 gennaio 2013   | Zagabria Sljeme      | Croazia     | SL         |
| 15 gennaio 2013  | Flachau              | Austria     | SL         |
| 16 marzo 2013    | Lenzerheide          | Svizzera    | SL         |
| 15 novembre 2013 | Levi                 | Finlandia   | SL         |
| 5 gennaio 2014   | Bormio               | Italia      | SL         |
| 14 gennaio 2014  | Flachau              | Austria     | SL         |
| 8 marzo 2014     | Åre                  | Svezia      | SL         |
| 15 marzo 2014    | Lenzerheide          | Svizzera    | SL         |
| 25 ottobre 2014  | Sölden               | Austria     | GS         |
| 29 dicembre 2014 | Kühtai               | Austria     | SL         |
| 4 gennaio 2015   | Zagabria Sljeme      | Croazia     | SL         |
| 22 febbraio 2015 | Maribor              | Slovenia    | SL         |
| 14 marzo 2015    | Åre                  | Svezia      | SL         |
| 21 marzo 2015    | Méribel              | Francia     | SL         |
| 28 novembre 2015 | Aspen                | Stati Uniti | SL         |
| 29 novembre 2015 | Aspen                | Stati Uniti | SL         |
| 15 febbraio 2016 | Crans-Montana        | Svizzera    | SL         |
| 6 marzo 2016     | Jasná                | Slovacchia  | SL         |
| 19 marzo 2016    | Sankt Moritz         | Svizzera    | SL         |
| 12 novembre 2016 | Levi                 | Finlandia   | SL         |
| 27 novembre 2016 | Killington           | Stati Uniti | SL         |
| 11 dicembre 2016 | Sestriere            | Italia      | SL         |
| 27 dicembre 2016 | Semmering            | Austria     | GS         |
| 28 dicembre 2016 | Semmering            | Austria     | GS         |
| 29 dicembre 2016 | Semmering            | Austria     | SL         |
| 8 gennaio 2017   | Maribor              | Slovenia    | SL         |
| 31 gennaio 2017  | Stoccolma            | Svezia      | PR         |
| 26 febbraio 2017 | Crans-Montana        | Svizzera    | KB         |
| 10 marzo 2017    | Squaw Valley         | Stati Uniti | GS         |
| 11 marzo 2017    | Squaw Valley         | Stati Uniti | SL         |
| 26 novembre 2017 | Killington           | Stati Uniti | SL         |
| 2 dicembre 2017  | Lake Louise          | Canada      | DH         |
| 19 dicembre 2017 | Courchevel           | Francia     | GS         |
| 20 dicembre 2017 | Courchevel           | Francia     | PR         |
| 28 dicembre 2017 | Lienz                | Austria     | SL         |
| 1º gennaio 2018  | Oslo                 | Norvegia    | PR         |
| 3 gennaio 2018   | Zagabria Sljeme      | Croazia     | SL         |
| 6 gennaio 2018   | Kranjska Gora        | Slovenia    | GS         |
| 7 gennaio 2018   | Kranjska Gora        | Slovenia    | SL         |
| 9 gennaio 2018   | Flachau              | Austria     | SL         |
| 10 marzo 2018    | Ofterschwang         | Germania    | SL         |
| 17 marzo 2018    | Åre                  | Svezia      | SL         |
| 17 novembre 2018 | Levi                 | Finlandia   | SL         |
| 25 novembre 2018 | Killington           | Stati Uniti | SL         |
| 2 dicembre 2018  | Lake Louise          | Canada      | SG         |
| 8 dicembre 2018  | Sankt Moritz         | Svizzera    | SG         |
| 9 dicembre 2018  | Sankt Moritz         | Svizzera    | PR         |
| 21 dicembre 2018 | Courchevel           | Francia     | GS         |
| 22 dicembre 2018 | Courchevel           | Francia     | SL         |
| 29 dicembre 2018 | Semmering            | Austria     | SL         |
| 5 gennaio 2019   | Zagabria Sljeme      | Croazia     | SL         |
| 15 gennaio 2019  | Plan de Corones      | Italia      | GS         |
| 20 gennaio 2019  | Cortina d'Ampezzo    | Italia      | SG         |
| 1º febbraio 2019 | Maribor              | Slovenia    | GS         |
| 2 febbraio 2019  | Maribor              | Slovenia    | SL         |
| 19 febbraio 2019 | Stoccolma            | Svezia      | PR         |
| 9 marzo 2019     | Špindlerův Mlýn      | Rep. Ceca   | SL         |
| 16 marzo 2019    | Soldeu               | Andorra     | SL         |
| 17 marzo 2019    | Soldeu               | Andorra     | GS         |
| 23 novembre 2019 | Levi                 | Finlandia   | SL         |
| 1º dicembre 2019 | Killington           | Stati Uniti | SL         |
| 28 dicembre 2019 | Lienz                | Austria     | GS         |
| 29 dicembre 2019 | Lienz                | Austria     | SL         |
| 24 gennaio 2020  | Bansko               | Bulgaria    | DH         |
| 26 gennaio 2020  | Bansko               | Bulgaria    | SG         |
| 14 dicembre 2020 | Courchevel           | Francia     | GS         |
| 12 gennaio 2021  | Flachau              | Austria     | SL         |
| 6 marzo 2021     | Jasná                | Slovacchia  | SL         |
| 23 ottobre 2021  | Sölden               | Austria     | GS         |
| 28 novembre 2021 | Killington           | Stati Uniti | SL         |
| 21 dicembre 2021 | Courchevel           | Francia     | GS         |
| 11 gennaio 2022  | Schladming           | Austria     | SL         |
| 16 marzo 2022    | Courchevel           | Francia     | DH         |
| 19 novembre 2022 | Levi                 | Finlandia   | SL         |
| 20 novembre 2022 | Levi                 | Finlandia   | SL         |
| 18 dicembre 2022 | Sankt Moritz         | Svizzera    | SG         |
| 27 dicembre 2022 | Semmering            | Austria     | GS         |
| 28 dicembre 2022 | Semmering            | Austria     | GS         |
| 29 dicembre 2022 | Semmering            | Austria     | SL         |
| 4 gennaio 2023   | Zagabria Sljeme      | Croazia     | SL         |
| 8 gennaio 2023   | Kranjska Gora        | Slovenia    | GS         |
| 24 gennaio 2023  | Plan de Corones      | Italia      | GS         |
| 25 gennaio 2023  | Plan de Corones      | Italia      | GS         |
| 28 gennaio 2023  | Špindlerův Mlýn      | Rep. Ceca   | SL         |
| 10 marzo 2023    | Åre                  | Svezia      | GS         |
| 11 marzo 2023    | Åre                  | Svezia      | SL         |
| 19 marzo 2023    | Soldeu               | Andorra     | GS         |
| 12 novembre 2023 | Levi                 | Finlandia   | SL         |
| 26 novembre 2023 | Killington           | Stati Uniti | SL         |
| 9 dicembre 2023  | Sankt Moritz         | Svizzera    | DH         |
| 28 dicembre 2023 | Lienz                | Austria     | GS         |
| 29 dicembre 2023 | Lienz                | Austria     | SL         |
| 16 gennaio 2024  | Flachau              | Austria     | SL         |
| 21 gennaio 2024  | Jasná                | Slovacchia  | SL         |
| 10 marzo 2024    | Åre                  | Svezia      | SL         |
| 16 marzo 2024    | Saalbach-Hinterglemm | Austria     | SL         |
| 16 novembre 2024 | Levi                 | Finlandia   | SL         |
| 23 novembre 2024 | Gurgl                | Austria     | SL         |
| 23 febbraio 2025 | Sestriere            | Italia      | SL         |
| 27 marzo 2025    | Sun Valley           | Stati Uniti | SL         |

Legenda:

DH = discesa libera

SG = supergigante

GS = slalom gigante

SL = slalom speciale

KB = combinata

PR = slalom parallelo

#### Coppa del Mondo - gare a squadre
- 1 podio:
  - 1 secondo posto

### Coppa Europa
- Miglior piazzamento in classifica generale: 71ª nel 2012

### Nor-Am Cup
- Miglior piazzamento in classifica generale: 3ª nel 2011
- Vincitrice della classifica di slalom speciale nel 2011
- 9 podi (1 in supergigante, 3 in slalom gigante, 4 in slalom speciale, 1 in supercombinata):
  - 7 vittorie (3 in slalom gigante, 3 in slalom speciale, 1 in supercombinata)
  - 1 secondo posto (1 in supergigante)
  - 1 terzo posto (1 in slalom speciale)

#### Nor-Am Cup - vittorie
| Data             | Località     | Paese       | Specialità |
| ---------------- | ------------ | ----------- | ---------- |
| 14 dicembre 2010 | Panorama     | Canada      | SC         |
| 16 dicembre 2010 | Panorama     | Canada      | GS         |
| 5 gennaio 2011   | Sunday River | Stati Uniti | SL         |
| 6 gennaio 2011   | Sunday River | Stati Uniti | SL         |
| 29 novembre 2011 | Loveland     | Stati Uniti | SL         |
| 28 novembre 2012 | Aspen        | Stati Uniti | GS         |
| 29 novembre 2012 | Aspen        | Stati Uniti | GS         |

Legenda:

GS = slalom gigante

SL = slalom speciale

SC = supercombinata

### Campionati statunitensi
- 8 medaglie:[1][35]
  - 6 ori (slalom speciale nel 2011; slalom speciale nel 2012; slalom gigante nel 2014; slalom speciale nel 2015; slalom gigante, slalom speciale nel 2016)
  - 2 argenti (slalom gigante nel 2012; slalom gigante nel 2013)

## Statistiche
È l'atleta più vincente della storia della Coppa del Mondo (settore maschile compreso) con 101 vittorie, ed è tra le sette sciatrici — con Petra Kronberger, Pernilla Wiberg, Janica Kostelić, Anja Pärson, Lindsey Vonn e Tina Maze — capaci di vincere in cinque specialità e l'unica in grado di farlo in sei, con lo slalom parallelo. Detiene il record del maggior numero di vittorie di Coppe del Mondo di slalom speciale femminili (8) e quello del maggior numero di vittorie ottenute in una singola disciplina, primato che possiede sia in slalom speciale con 64, davanti a Marlies Schild vincitrice di 35 gare, sia in slalom gigante, dove sono 22 i successi contro i 20 di Vreni Schneider. È inoltre l'atleta con il maggior numero di podi, 157.

### Podi in Coppa del Mondo
| Stagione/Specialità | Discesa libera | Discesa libera | Discesa libera | Supergigante | Supergigante | Supergigante | Slalom gigante | Slalom gigante | Slalom gigante | Slalom speciale | Slalom speciale | Slalom speciale | Combinata | Combinata | Combinata | Slalom parallelo | Slalom parallelo | Slalom parallelo | Podi totali |
| ------------------- | -------------- | -------------- | -------------- | ------------ | ------------ | ------------ | -------------- | -------------- | -------------- | --------------- | --------------- | --------------- | --------- | --------- | --------- | ---------------- | ---------------- | ---------------- | ----------- |
| Stagione/Specialità | 1º             | 2º             | 3º             | 1º           | 2º           | 3º           | 1º             | 2º             | 3º             | 1º              | 2º              | 3º              | 1º        | 2º        | 3º        | 1º               | 2º               | 3º               | Podi totali |
| 2011                |                |                |                |              |              |              |                |                |                |                 |                 |                 |           |           |           |                  |                  |                  | 0           |
| 2012                |                |                |                |              |              |              |                |                |                |                 |                 | 1               |           |           |           |                  |                  |                  | 1           |
| 2013                |                |                |                |              |              |              |                |                |                | 4               |                 | 2               |           |           |           |                  |                  | 1                | 7           |
| 2014                |                |                |                |              |              |              |                | 1              | 1              | 5               | 1               |                 |           |           |           |                  |                  |                  | 8           |
| 2015                |                |                |                |              |              |              | 1              |                | 1              | 5               |                 | 1               |           |           |           |                  |                  |                  | 8           |
| 2016                |                |                |                |              |              |              |                | 1              |                | 5               |                 |                 |           |           |           |                  |                  |                  | 6           |
| 2017                |                |                |                |              |              |              | 3              | 1              |                | 6               | 1               | 1               | 1         |           |           | 1                |                  |                  | 14          |
| 2018                | 1              |                | 2              |              |              |              | 2              | 1              | 2              | 7               | 1               |                 |           |           |           | 2                |                  |                  | 18          |
| 2019                |                |                |                | 3            |              |              | 4              |                | 2              | 8               | 1               |                 |           |           |           | 2                | 1                |                  | 21          |
| 2020                | 1              | 1              |                | 1            |              | 1            | 1              | 1              | 2              | 3               | 1               | 1               |           |           |           |                  |                  |                  | 13          |
| 2021                |                |                |                |              |              |              | 1              | 1              | 1              | 2               | 3               | 2               |           |           |           |                  |                  |                  | 10          |
| 2022                | 1              |                |                |              | 2            | 2            | 2              | 1              | 1              | 2               | 3               |                 |           |           |           |                  |                  |                  | 14          |
| 2023                |                |                |                | 1            |              |              | 7              |                |                | 6               | 3               | 1               |           |           |           |                  |                  |                  | 18          |
| 2024                | 1              |                |                |              |              |              | 1              | 1              | 3              | 7               | 1               |                 |           |           |           |                  |                  |                  | 14          |
| 2025                |                |                |                |              |              |              |                |                |                | 4               |                 | 1               |           |           |           |                  |                  |                  | 5           |
| Totale              | 4              | 1              | 2              | 5            | 2            | 3            | 22             | 8              | 13             | 64              | 15              | 10              | 1         |           |           | 5                | 1                | 1                | 157         |
| Totale              | 7              | 7              | 7              | 10           | 10           | 10           | 43             | 43             | 43             | 89              | 89              | 89              | 1         | 1         | 1         | 7                | 7                | 7                | 157         |

## Riconoscimenti

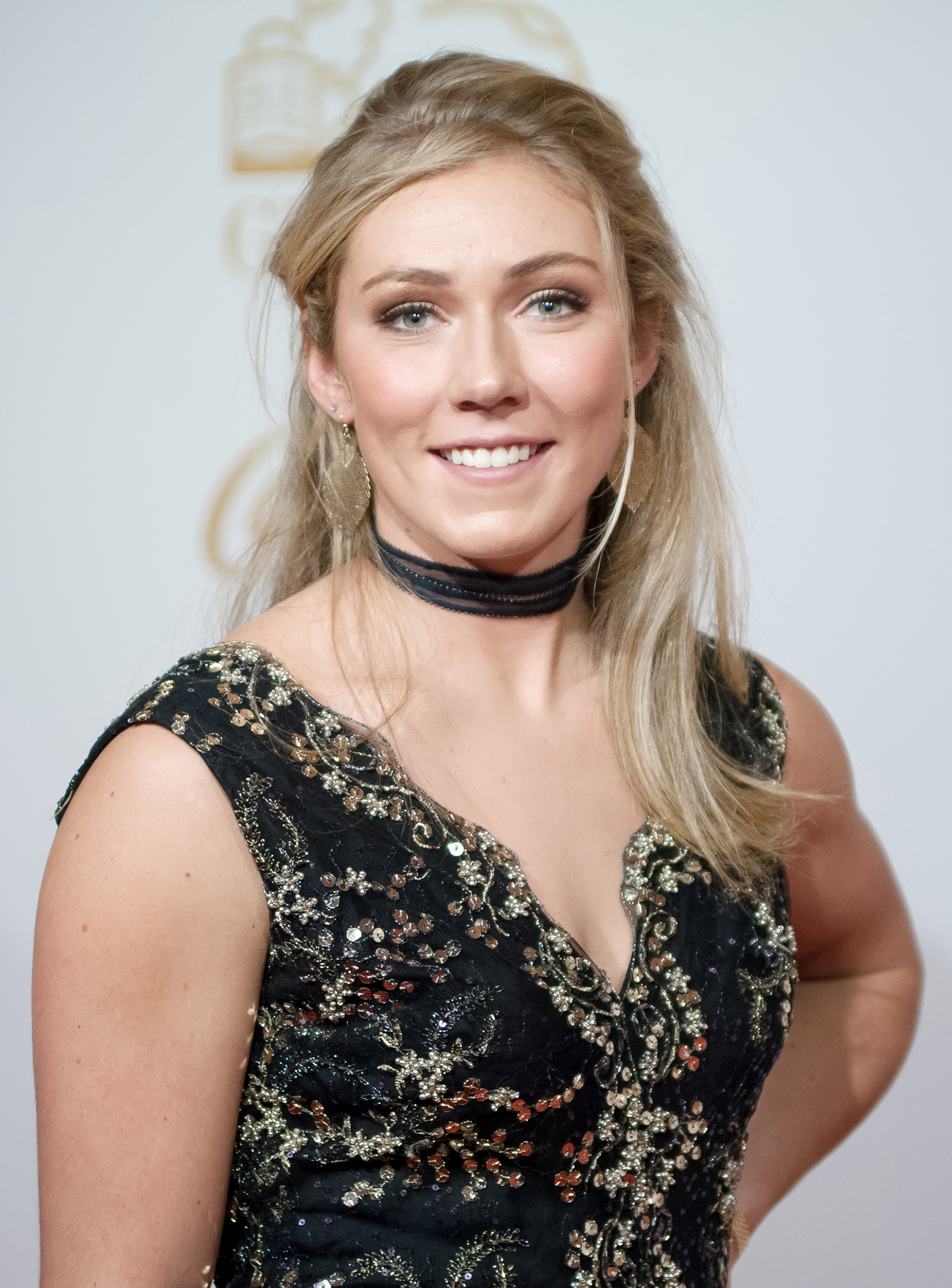
Shiffrin nel 2016 a Vienna durante la premiazione degli "sportivi austriaci dell'anno"

- Golden Ski Award nel 2011,[36] 2012[37] e 2013[38]
- Longines Rising Ski Star nel 2013,[39] 2014,[40] 2015[41] e 2016[42]
- Beck International Award nel 2014,[43] 2017,[44] 2019,[45] 2020[46] e 2023[47]
- Skieur d'Or nel 2017,[48] 2019[49] e 2023[50]
- ESPY Award nel 2023[51]